# 多伦多阿尔戈人
多伦多阿尔戈人是一支主場位于安大略省多伦多的加拿大式足球球隊。多伦多阿尔戈人也是加拿大加式足球聯盟的參賽球隊。该球隊成立于1873年。1989年至2016年期間，多伦多阿尔戈人主場位於羅渣士中心，之后球队的主場搬到BMO球場。截至2024年，阿尔戈人曾19次夺得格雷杯冠军。 